# Heinz Edelmann

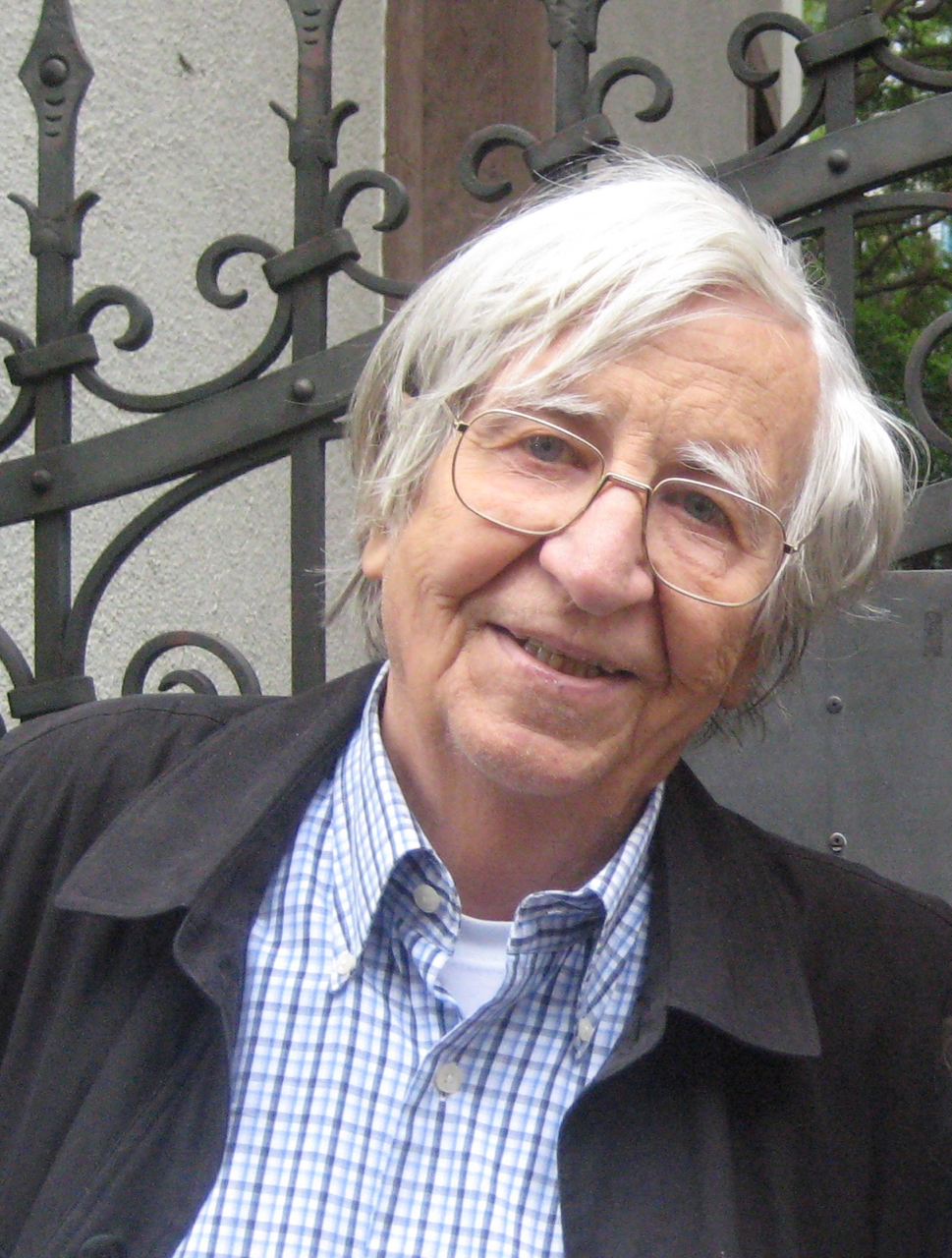
Heinz Edelmann in Stuttgart (2009)

Heinz Edelmann (* 20. Juni 1934 in Aussig, Tschechoslowakei; † 21. Juli 2009 in Stuttgart) war ein Illustrator und Grafikdesigner, der die internationale Grafik der 1960er und 1970er Jahre stark beeinflusst hat.

## Leben

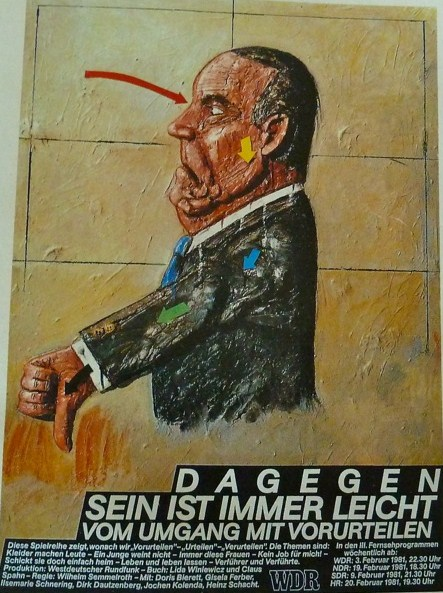
Plakat von Heinz Edelmann zur Serie Dagegen sein ist immer leicht (Claus Spahn, WDR 1981).

Nach einem Studium an der Kunstakademie Düsseldorf als Schüler von Otto Coester arbeitete er seit 1958 als freischaffender Grafiker. In seiner Zusammenarbeit mit Willy Fleckhaus prägte er als Illustrator über zehn Jahre lang entscheidend das Gesicht des Jugendmagazins twen. Außerdem war er für Capital, Playboy, pardon und das FAZ-Magazin als Grafiker tätig.
Einem größeren Publikum bekannt wurde er durch den Beatles-Film Yellow Submarine, bei dessen Produktion er als Art Director 1967/1968 verantwortlich war. Der Vorspann der ZDF-Sendereihe Der phantastische Film stammt ebenfalls von ihm. Für den Klett-Cotta Verlag entwarf er zahlreiche Buchumschläge, unter anderem zusammen mit seinem ehemaligen Kommilitonen Klaus Kammerichs. Edelmann gestaltete die erste deutsche Ausgabe Der Herr der Ringe von J. R. R. Tolkien in der Übersetzung von Margaret Carroux von 1969/1970. Bekannt sind auch seine zahlreichen Illustrationen zu Kenneth Grahames Kinderbuch Der Wind in den Weiden.
Heinz Edelmann unterrichtete von 1972 bis 1976 Gebrauchsgrafik im Fachbereich Design der Fachhochschule Düsseldorf. Danach war er Dozent für Kunst und Design an der Fachhochschule Köln (Kölner Werkschulen). Zum Wintersemester 1986/87 erfolgte seine Berufung als Professor und Leiter einer Klasse für Grafik-Design an die Staatliche Akademie der Bildenden Künste Stuttgart, ein Amt, das er bis zu seiner Emeritierung im Jahre 1999 innehatte.
Heinz Edelmann starb im Alter von 75 Jahren in einem Stuttgarter Krankenhaus.

## Werke
Schriften
- Die 51 schönsten Buchumschläge von Heinz Edelmann. Einführung von Kurt Weidemann. Klett-Cotta, Stuttgart 1982, ISBN 3-608-95030-3.
- Das Buch der Bücher = The book of books. Klett-Cotta, Stuttgart 1997, ISBN 3-608-91892-2.
- Skizzenbuch. König, Köln 2000, ISBN 3-88375-459-5.
- The incredible! A novel. König, Köln 2004, ISBN 3-88375-759-4.

Buchillustrationen
- Fiona Andreanelli (Hrsg.), Charlie Gardner (Text): The Beatles – Yellow Submarine. Gerstenberg, Hildesheim 2004, ISBN 3-8067-5066-1.
- Nancy Arrowsmith: Die Welt der Naturgeister. Eichborn, Frankfurt am Main 1984, ISBN 3-8218-1027-0.
- Heinrich Böll: Die schwarzen Schafe. Neuauflage zur Verleihung des Nobelpreises 1972. Middelhauve, Köln 1972.
- Uwe Brandner: Innerungen. Hanser, 1968.[6]
- Manuel Gasser: Manuel Gassers Köchel-Verzeichnis. Kulinarische Erinnerungen und Erfahrungen mit vielen seltenen Rezepten. Insel Verlag, Frankfurt a. M. 1975; E-Book: Edition diá, Berlin 2014, ISBN 978-3-86034-560-3 (Epub), ISBN 978-3-86034-660-0 (Mobi)
- Manuel Gasser: Die Küche meiner Tante Mélanie. Französische Hausmannskost von anno dazumal. Illustrationen noch unter dem Pseudonym Boris von Borodine. Insel Verlag, Frankfurt a. M. 1977; E-Book: Edition diá, Berlin 2014, ISBN 978-3-86034-561-0 (Epub), ISBN 978-3-86034-661-7 (Mobi)
- Kenneth Grahame: Der Wind in den Weiden oder der Dachs läßt schön grüßen, möchte aber auf keinen Fall gestört werden. Ein Roman für Kinder. Übersetzt von Harry Rowohlt. Middelhauve, Köln 1973 (später auch als dtv 7212/dtv-junior).
- Peter Hacks: Kathrinchen ging spazieren. Middelhauve, Köln 1973
- Peter Hacks: Meta Morfoss. Eine Geschichte. Middelhauve, München 1975
- Jules Verne: Umschlaggestaltung der gesamten 20-bändigen, von Lothar Maier neu übersetzten Jules Verne-Taschenbuchausgabe, darunter Reise zum Mittelpunkt der Erde. Fischer, Frankfurt a. M. 1968

Fernsehen
- „Schaumagazin“, WDR 1966, Edelmann zeichnete Trickszenen.
- „Der phantastische Film“, ZDF 1970–1993 TV-Serie, Edelmann zeichnete die Opening Sequenz.
- „Das Mädchen von Ipanema“, 1970/1971, Edelmann zeichnete Trickszenen, die Astrud Gilberto darstellten.[7]

Filme
- „Yellow Submarine“, 1967/1968